# Deeplearning4j
Eclipse Deeplearning4j es una biblioteca de programación escrita en Java para la máquina virtual Java (JVM). Es un entorno de trabajo con amplio soporte para algoritmos de aprendizaje profundo. Deeplearning4j incluye implementaciones de la máquina Boltzmann restringida, red de creencias profundas, codificador automático profundo, codificador automático de eliminación de ruido apilado y red de tensor neuronal recursivo, word2vec, doc2vec y GloVe. Todos estos algoritmos incluyen versiones paralelas distribuidas que se integran con Apache Hadoop y Spark.
Deeplearning4j es un software de código abierto publicado bajo la Licencia Apache 2.0, desarrollado principalmente por un grupo de aprendizaje automático con sede en San Francisco. Cuenta con el respaldo comercial de la startup Skymind, que incluye DL4J, TensorFlow, Keras y otras bibliotecas de aprendizaje profundo en una distribución empresarial llamada Skymind Intelligence Layer. Deeplearning4j se contribuyó a la Fundación Eclipse en octubre de 2017.

## Introducción
Deeplearning4j se basa en el lenguaje de programación ampliamente utilizado como es Java, aunque es compatible con Clojure e incluye una interfaz de programación de aplicaciones (API) Scala. Está alimentado por su propia biblioteca de computación numérica de código abierto, ND4J, y funciona tanto con unidades de procesamiento central (CPU) como con unidades de procesamiento de gráficos (GPU).
Deeplearning4j se ha utilizado en varias aplicaciones comerciales y académicas. El código está alojado en GitHub. Se mantiene un foro de soporte en Gitter.
El entorno de trabajo es componible, lo que significa que las redes neuronales superficiales, como las máquinas de Boltzmann restringidas, las redes convolucionales, los codificadores automáticos y las redes recurrentes, se pueden agregar entre sí para crear redes profundas de diferentes tipos. También cuenta con amplias herramientas de visualización,  y un gráfico de cálculo. 

## Distribuido
La formación con Deeplearning4j se realiza en un clúster. Las redes neuronales se forman en paralelo a través de reducción iterativa, que funciona en Hadoop -YARN y en Spark. Deeplearning4j también se integra con kernels CUDA para realizar operaciones de GPU puras y funciona con GPU distribuidas.

## Computación científica para la JVM
Deeplearning4j incluye una clase de matriz n-dimensional que usa ND4J que permite la computación científica en Java y Scala, similar a las funciones que NumPy proporciona a Python. Se basa efectivamente en una biblioteca para álgebra lineal y manipulación de matrices en un entorno de producción.

## Biblioteca de vectorización DataVec para aprendizaje automático
DataVec vectoriza varios formatos de archivo y tipos de datos utilizando un sistema de formato de entrada/salida similar al uso de Hadoop de MapReduce; es decir, convierte varios tipos de datos en columnas de escalares denominados vectores . DataVec está diseñado para vectorizar CSV, imágenes, sonido, texto, video y series temporales.

## Texto y PNL
Deeplearning4j incluye un kit de herramientas de modelado de temas y modelado de espacio vectorial, implementado en Java e integrado con GPU paralelas para el rendimiento.Deeplearning4j incluye implementaciones de frecuencia de término–frecuencia de documento inversa (tf–idf), aprendizaje profundo y el algoritmo word2vec de Mikolov, doc2vec y GloVe, reimplementados y optimizados en Java. Se basa en el algoritmo t-SNE (t-distributed stochastic neighbor embedding) para visualizaciones de nubes de palabras. Está diseñado para manejar grandes conjuntos de texto. 

## Integraciones y casos de uso del mundo real
Los casos de uso del mundo real para Deeplearning4j incluyen detección de intrusiones en la red y ciberseguridad, detección de fraude para el sector financiero, detección de anomalías en industrias como la fabricación, sistemas de recomendación en comercio electrónico y publicidad, y reconocimiento de imágenes. Deeplearning4j se ha integrado con otras plataformas de aprendizaje automático como RapidMiner, Prediction.io,  y Weka.

## Servidor de modelo de aprendizaje automático
Deeplearning4j sirve modelos de aprendizaje automático para la inferencia en producción utilizando la edición gratuita para desarrolladores de SKIL, Skymind Intelligence Layer. Un servidor modelo sirve a los modelos paramétricos de aprendizaje automático que toman decisiones sobre los datos. Se utiliza para la etapa de inferencia de un flujo de trabajo de aprendizaje automático, después de las canalizaciones de datos y el entrenamiento del modelo. Un servidor modelo es la herramienta que permite implementar la investigación de ciencia de datos en un entorno de producción del mundo real.
Lo que un servidor web es para Internet, un servidor modelo es para la IA. Cuando un servidor web recibe una solicitud HTTP y devuelve datos sobre un sitio web, un servidor modelo recibe datos y devuelve una decisión o predicción sobre esos datos: por ejemplo, envió una imagen, un servidor modelo podría devolver una etiqueta para esa imagen, identificando caras o animales en fotografías.El servidor de modelos SKIL puede importar modelos de marcos Python como Tensorflow, Keras, Theano y CNTK, superando una barrera importante en la implementación de modelos de aprendizaje profundo.

## Puntos de referencia
Deeplearning4j es tan rápido como Caffe para tareas de reconocimiento de imágenes no triviales utilizando varias GPU.  Para los programadores que no están familiarizados con HPC en la JVM, hay varios parámetros que deben ajustarse para optimizar el tiempo de entrenamiento de la red neuronal. Estos incluyen la configuración del espacio de almacenamiento dinámico, el algoritmo de recolección de basura, el empleo de memoria fuera del almacenamiento dinámico y el almacenamiento previo de datos (decapado) para un ETL más rápido.  Juntas, estas optimizaciones pueden conducir a una aceleración de 10 veces en el rendimiento con Deeplearning4j.

## Lenguajes API: Java, Scala, Python, Clojure y Kotlin
Deeplearning4j se puede utilizar a través de varios lenguajes de API, incluidos Java, Scala, Python, Clojure y Kotlin. Su API Scala se llama ScalNet. Keras sirve como su API de Python. Y su capa Clojure se conoce como DL4CLJ. Los lenguajes principales que realizan las operaciones matemáticas a gran escala necesarias para el aprendizaje profundo son C, C++ y CUDA C.

## Tensorflow, Keras y aprendizaje profundo4j
Tensorflow, Keras y Deeplearning4j trabajan juntos. Deeplearning4j puede importar modelos de Tensorflow y otros marcos de Python si se han creado con Keras. 